# Brachycorythis tanganyikensis
Brachycorythis tanganyikensis är en orkidéart som beskrevs av Victor Samuel Summerhayes. Brachycorythis tanganyikensis ingår i släktet Brachycorythis och familjen orkidéer. Inga underarter finns listade i Catalogue of Life.